# Challenge du Prince
Le Challenge du Prince Héritier Moulay El Hassan, ou Challenge du Prince, est une série de courses cyclistes sur route masculines marocaine. Créé en 2010, il est disputé au début du mois de mai, en l'honneur de Moulay Hassan, fils aîné du roi du Maroc Mohammed VI et prince héritier du royaume du Maroc. Il est organisé par la Fédération royale marocaine de cyclisme et est composé de trois courses : le Trophée princier, le Trophée de l'anniversaire et le Trophée de la maison royale. Ces trois courses font partie depuis leur création de l'UCI Africa Tour, en catégorie 1.2.

## Palmarès

### Trophée princier
| Année     | Vainqueur           | Deuxième             | Troisième          |
| --------- | ------------------- | -------------------- | ------------------ |
| 2010      | Roberto Richeze     | Abdelbasset Hannachi | Azzedine Lagab     |
| 2011      | Azzedine Lagab      | Philipp Mamos        | Abdelmalek Madani  |
| 2012      | Tarik Chaoufi       | Abdelmalek Madani    | Essaïd Abelouache  |
| 2013      | Adil Jelloul        | Rafaâ Chtioui        | Mouhssine Lahsaini |
| 2014      | Abdelati Saadoune   | Ismaïl Ayoune        | Adnane Aarbia      |
| 2015      | Salaheddine Mraouni | Essaïd Abelouache    | Anass Aït El Abdia |
| 2016      | Thomas Vaubourzeix  | Saïd Bdadou          | Abdellah Hida      |
| 2017      | Thomas Vaubourzeix  | Essaïd Abelouache    | Ahmet Akdilek      |
| 2019      | Jayde Julius        | Clint Hendricks      | Oussama Khafi      |
| 2020-2021 | Non disputé         | Non disputé          | Non disputé        |
| 2022      | Achraf Ed Doghmy    | Oussama Khafi        | Lahcen Saber       |

### Trophée de l'anniversaire
| Année     | Vainqueur                | Deuxième            | Troisième          |
| --------- | ------------------------ | ------------------- | ------------------ |
| 2010      | Mohammed Said El Ammouri | Azzedine Lagab      | Adriano Angeloni   |
| 2011      | Volodymyr Bileka         | Tarik Chaoufi       | Youcef Reguigui    |
| 2012      | Reda Aadel               | Adil Jelloul        | Tarik Chaoufi      |
| 2013      | Rafaâ Chtioui            | Adil Jelloul        | Yousif Mirza       |
| 2014      | Mouhssine Lahsaini       | Tarik Chaoufi       | Essaïd Abelouache  |
| 2015      | Essaïd Abelouache        | Salaheddine Mraouni | Anass Aït El Abdia |
| 2016      | Soufiane Sahbaoui        | Mounir Makhchoun    | Mohcine El Kouraji |
| 2017      | Umberto Marengo          | Ahmed Galdoune      | Charlie Meredith   |
| 2019      | Youcef Reguigui          | Elchin Asadov       | Clint Hendricks    |
| 2020-2021 | Non disputé              | Non disputé         | Non disputé        |
| 2022      | Nasser Eddine Maatougui  | Adil El Arbaoui     | Achraf Ed Doghmy   |

### Trophée de la maison royale
| Année     | Vainqueur          | Deuxième            | Troisième          |
| --------- | ------------------ | ------------------- | ------------------ |
| 2010      | Adriano Angeloni   | Carlos Torrent      | Abdelati Saadoune  |
| 2011      | Vladislav Borisov  | Youcef Reguigui     | Tarik Chaoufi      |
| 2012      | Abdelati Saadoune  | Tarik Chaoufi       | Reda Aadel         |
| 2013      | Maher Hasnaoui     | Mathieu Perget      | Soufiane Haddi     |
| 2014      | Tarik Chaoufi      | Salaheddine Mraouni | Mohamed Er Rafai   |
| 2015      | Anass Aït El Abdia | Tarik Chaoufi       | Abdelati Saadoune  |
| 2016      | Mouhssine Lahsaini | Thomas Vaubourzeix  | Mohcine El Kouraji |
| 2017      | Ahmed Galdoune     | Matthias Legley     | Soufiane Sahbaoui  |
| 2019      | Youcef Reguigui    | Jayde Julius        | Elchin Asadov      |
| 2020-2021 | Non disputé        | Non disputé         | Non disputé        |
| 2022      | Adil El Arbaoui    | Mohammed Saaoud     | Scott David        |